# 佩尔 (萨尔兰州)
佩尔（德語：Perl，發音：[pɛʁl] ⓘ）是德国萨尔兰州梅尔齐希-瓦登县的市镇，总面积75.24平方千米，2023年12月31日总人口为8,905人。